# Palestyna (Mrągowo)
Pour les articles homonymes, voir Palestyna.
Palestyna est un village de Pologne située dans le gmina de Mrągowo dans le powiat de Mrągowo, dans la voïvodie de Varmie-Mazurie.
Avant, le village faisait partie de la commune de Gronowo. Elle devient autonome en 2023.